# 빌 듀크
빌 듀크(Bill Duke, 1943년 2월 26일 ~ )는 미국의 배우이자 연출가이다. 대표적인 영화는 1961년 작 TV영화를 리메이크한 <태양의 계절 A Raisin in the Sun>(1989)이다.

## 출연 작품
- 내셔널 시큐리티
- 프레데터
- 코만도